# ごっこ倶楽部
ごっこ俱楽部（ごっこクラブ、英：Gokko Club）は、日本の縦型ショートドラマ制作グループ。2021年5月に結成され、2022年2月に株式会社GOKKOとして法人化。TikTokを主要プラットフォームとして1-3分の縦型ショートドラマを制作・配信し、2025年2月には独自のショートドラマ配信アプリ「POPCORN」をリリース。日本における縦型ショートドラマ市場のパイオニアとして知られる。

## 概要
今までも、これからも。止められない成⻑と、世界への野心。次世代エンターテイメントリーダーが集まるクリエイティブカンパニー。
“日常で忘れがちな小さな愛を”をテーマに縦型ショートドラマを作り続けるクリエイター集団「ごっこ倶楽部」。2021年5月に6人で結成し、2022年に株式会社GOKKOを設立。
企画から脚本、撮影、編集、投稿、マーケティングまでを一気通貫・ワンチームで行う世界水準の制作体制を取り入れ、これまで制作・投稿した動画は1,200本。創業してから約2年で累計再生数は50億回（2025年1月時点）&SNSでの総フォロワー数460万人を突破。再生数、フォロー数、いいね数においてショートドラマカテゴリーの中で日本No.1を誇る“これからの時代のドラマ表現のあり方”を世の中に提示し続けるクリエイター集団。

## 歴史

### 設立経緯
2021年、COVID-19パンデミックの影響で舞台俳優として活動していた多田智が、中国のTikTokで流行していた縦型ショートドラマに着目。日本市場での未開拓性を見出し、5人の俳優仲間とカメラマン1名を集めて結成した。

### 設立メンバー
- 多田智（創設者・俳優・監督・脚本）[4]
- 早坂架威（俳優・監督・脚本）[5]
- 渡辺大貴（俳優・演出・スタイリスト）[6]
- 谷沢龍馬（俳優・監督・演出）[7]
- 鈴木浩文（俳優・脚本）

- カメラマン1名

## 主要な発展
2021年
- 5月5日: 初回撮影・事実上の結成[8]

2022年
- 1月: クラウドファンディングで目標の424%達成
- 2月15日: 株式会社GOKKOとして法人化、田中聡が共同代表に就任
- 9月: 日本初の月間1億再生を達成
- 12月: TikTok Awards Japan 2022「ショートフィルム クリエイター・オブ・ザ・イヤー」受賞[9]

2023年
- 2023年: 年間約500本のショートドラマを制作
- 2023年4月: ごっこ倶楽部TikTokフォロワー数『100万人』を突破

2024年
- 2024年4月: ウミガメごっこ『ショードラアワード』大賞受賞 [10]
- 2024年4月: ピッチコンテスト『RISING STAR AWRAD 2024』アワード受賞[11]
- 2024年7月: シリーズB資金調達で約11億円を調達[12]

2025年
- 2025年2月: 日本初の縦型ショートドラマ特化型スタジオ『studio505』設立
- 2025年2月: 独自アプリ「POPCORN」をリリース

## 事業構造

### 事業内容
主要事業:
1. 縦型ショートドラマの企画・制作・配信
2. 企業向けブランデッドコンテンツ制作
3. 独自配信プラットフォーム「POPCORN」運営
4. 音楽制作・楽曲提供
5. タレントマネジメント

### 制作体制
完全内製型の制作体制を採用し、脚本執筆から撮影、編集、配信、マーケティングまでを一貫して社内で実施。この垂直統合モデルにより、従来のテレビドラマ制作費の10分の1から100分の1という低コストでの制作を実現している。

## 主要作品・実績

### 制作実績
制作統計（2025年時点）:
- 総制作本数: 1,200本以上
- 総再生回数: 50億回以上
- 総フォロワー数: 460万人（全プラットフォーム合計）
- 平均再生回数: 300万回/本

### 代表作品
主要シリーズ:
- 「あなたの愛が、毒だとしても。」
- 「トリッパーズ」
- 「隠匿恩賜」（1000万回再生超）
- 「ここには、居ない」（1800万回再生超）
- 「満タサレズ、止メラレズ」（2024年6月にABC TVで放送化）

### 企業コラボレーション
主要協業企業: トヨタ自動車、日本航空、NTTドコモ、日本テレビ、JR西日本、パーソル、みずほ銀行、KINTO、エニタイムフィットネスなど、大手企業との「ドラマプロモーション」を多数展開。

## 受賞・評価

### 主要受賞歴
- TikTok Awards Japan 2022: ショートフィルム クリエイター・オブ・ザ・イヤー
- Forbes Japan RISING STAR AWARD 2024: 受賞
- TikTok上半期トレンド大賞2024: 受賞
- ショードラアワード2024: グランプリ受賞

### 業界評価
縦型ショートドラマ分野において日本市場を開拓したパイオニアとして、エンターテインメント業界で高く評価されている。中国市場の成功モデルを日本の文化的感性に適応させた手法は、クロスカルチャーコンテンツ制作の成功事例として注目を集めている。